# 中国文物交流中心
中国文物交流中心是中华人民共和国从事文物交流、文博产业规划、文物藏品保护等工作的专业机构，是国家文物局的直属事业单位。

## 沿革
1971年时任总理周恩来批准了郭沫若提交的《关于到国外举办中国出土文物展览的报告》，成立筹备小组。1973年国务院批准成立中华人民共和国出土文物展览委员会及出土文物展览工作组，由郭沫若、吴庆彤、王冶秋等组织《中华人民共和国出土文物展览》，巡展于数十个国家，历时六年。其后则改称为国家文物局出国文物展览工作室。1979年改称中国对外文物展览公司。1989年改为中国文物交流服务中心。1992年正式改名为中国文物交流中心，其职能扩展为“组织、协调全国有关文物展览、复制等交流、咨询、服务的各项经营活动，并且对这些经营活动行使一定的管理职能，进行业务指导”。2001年并入中国历史博物馆，2004年重新分出中国文物交流中心，由国家文物局管理，其职能有所扩大。2007年2月14日中国文物交流中心挂牌。